# US Foods
US Foods, tidigare JPF Holdings, JP Foodservice och U.S. Foodservice, är ett amerikanskt partihandelsföretag inom främst livsmedel som levererar bland annat livsmedel och köksutrustningar till fler än 250 000 kunder i USA. Kunderna är bland annat restauranger, hotell, hälso- och sjukvårdsinrättningar, militära anläggningar, utbildningsinstitutioner och detaljhandeln. De är USA:s näst största partihandelsföretag inom livsmedel, det är bara Sysco som är större.
Huvudkontoret ligger i Rosemont i Illinois.

## Historik
I april 1989 hade livsmedelsproducenten Sara Lee beslutat att sälja av den norra divisionen inom dotterbolaget PYA/Monarch, som var då USA:s tredje största partihandelsföretag inom livsmedel. I juni hade delar av dotterbolagets företagsledning grundat ett företag med namnet JPF Holdings, Inc. Månaden efter hade JPF förvärvat PYA/Monarch mot att Sara Lee fick 47% av JPF. I november 1994 bytte de namn till JP Foodservice, Inc. och blev samtidigt börsnoterad på Nasdaq. Sara Lees aktieinnehav hade då sjunkit till 37%. I slutet av 1996 sålde Sara Lee aktieandelen tillbaka till företaget och JP flyttade sin notering från Nasdaq till NYSE. I december 1997 blev företaget USA:s näst största inom sin bransch när de förvärvade Rykoff-Sexton för 1,4 miljarder amerikanska dollar. I februari 1998 bytte företaget namn till U.S. Foodservice. I mars 2000 blev företaget uppköpta av det nederländska Royal Ahold för 3,6 miljarder dollar och blev ett dotterbolag till dem. Den 5 december förvärvade U.S. Foodservice den södra divisionen av PYA/Monarch för 1,57 miljarder dollar. I maj 2007 meddelade de amerikanska riskkapitalbolagen Clayton, Dubilier & Rice och Kohlberg Kravis Roberts & Co. att man hade förvärvat U.S. Foodservice för 7,1 miljarder dollar. I september 2011 bytte de namn till det nuvarande. Den 9 december 2013 meddelade konkurrenten Sysco att man skulle förvärva US Foods för totalt 8,2 miljarder dollar. Den 19 februari 2015 meddelade dock den amerikanska konkurrensmyndigheten Federal Trade Commission (FTC) att man skulle vända sig till federal domstol i försök att förhindra förvärvet eftersom det fusionerade företaget skulle då få marknadsandelar på 75% i USA. Den 23 juni dömde den federala domaren Amit Mehta i favör för FTC och fusionen blev stoppad. Den 29 juni meddelade Sysco att den påtänkta fusionen med US Foods hade avbrutits. I maj 2016 blev US Foods återigen ett publikt aktiebolag och aktien började handlas på NYSE.